# هيئة الرقابة النووية والإشعاعية (السعودية)
هيئة الرقابة النووية والإشعاعية هي الجهة الحكومية المسؤولة عن تنظيم ومراقبة الأنشطة النووية والإشعاعية في المملكة العربية السعودية، بهدف ضمان الاستخدام الآمن والسلمي للطاقة النووية والتقنيات الإشعاعية. تأسست الهيئة بقرار مجلس الوزراء رقم (334) بتاريخ 25 جمادى الآخرة 1439هـ الموافق 12 أغسطس 2018م، وتتمتع بالشخصية الاعتبارية العامة والاستقلال المالي والإداري، وترتبط تنظيمياً مباشرة برئيس مجلس الوزراء.
وتتولى هيئة الرقابة النووية والإشعاعية، وفقا لنظامها، وضع وإدارة نظام وطني محاسبي لحصر المواد النووية ورقابتها، وإعداد اللوائح الفنية الخاصة بالضمانات النووية بما يكفل الوفاء بالتزامات المملكة في اتفاق الضمانات الشاملة، الذي وقعته المملكة مع الوكالة الدولية للطاقة الذرية في إطار معاهدة عدم انتشار الأسلحة النووية. كما تتولى الهيئة مراقبة استيراد وتصدير وتداول المواد النووية، والمتعلقات النووية (وهي كل ما يتعلق بمادة أو بضاعة أو تقنية أو برامج حاسوبية أو بيانات ترتبط بالجانب النووي أو الإشعاعي، وكذلك المواد ذات الاستخدام المزدوج النووي وغير النووي، وتخضع استخداماتها لشروط محددة؛ كونها عرضة لإساءة الاستخدام)، والمصادر الإشعاعية. وكذلك إصدار التـراخيص التـي تسمح للجهات بممارسة نشاطاتها باستخدام المصادر الإشعاعية فـي المجالات التنموية المتعددة، وفقاً للضوابط والمعايير المعتمدة من الهيئة. وتعمل الهيئة ضمن مسؤولياتها على إصدار التراخيص الخاصة بالمرافق النووية. كما تهتم بتحديد المتطلبات والإجراءات اللازمة للتعامل مع النفايات المشعة لضمان تطبيق جميع معايير السلامة لحماية الإنسان والبيئة. وتتولى الهيئة المهمات والاختصاصات الآتية:
1.     وضع السياسات واللوائح التي تكفل الرقابة على الأنشطة والممارسات والمرافق.
2.     وضع اللوائح الخاصة بالأمان والأمن والضمانات النووية، والتحقق من تطبيقها.
3.     مراقبة تصدير واستيراد وتداول المواد النووية ومتعلقاتها والمواد المشعة.
4.     وضع المتطلبات اللازمة للتأهب للطوارئ النووية والإشعاعية.
5.     الرقابة والتفتيش على الأنشطة والممارسات والمرافق التي تدخل في اختصاصها.
6.     التوعية في شأن مخاطر الإشعاعات المؤينة.
7.     التعاون مع الجهات الحكومية والهيئات المماثلة في الدول الأخرى، والمنظمات الدولية فيما يتعلق باختصاصاتها.
8.     تمثيل المملكة أمام الوكالة والمنظمات الدولية ذات الصلة بنشاطها.

## الأهداف
1 - تنظيم الأنشطة والممارسات والمرافق التي تنطوي على الاستخدام السلمي والأمن للطاقة النووية والإشعاعات المؤينة.
2 - حماية الإنسان والبيئة من أي تعرض فعلي أو محتمل للإشعاع، بما في ذلك التعرض للإشعاع الطبيعي.
3 - مراقبة وضمان سلامة وأمن هذا الاستخدام والامتثال للضمانات النووية.
4 - تنفيذ التزامات المملكة الدولية بموجب المعاهدات والاتفاقيات ذات الصلة باختصاصات الهيئة.

## مجلس الإدارة
 يتكون مجلس إدارة الهيئة من رئيس، يعين بأمر ملكي، ورئيس تنفيذي وخمسة أعضاء يُعينون بقرار من مجلس الوزراء. ويتولىى مجلس إدارة الهيئة الإشراف على إدارة شؤون الهيئة وتصريف أمورها، ويتخذ جميع القرارات اللازمة لتحقيق أهدافها وفقاً لأنظمتها، وللمجلس لتحقيق اختصاصاته تشكيل لجان دائمة أو مؤقتة من بين أعضائه أو من سواهم، يعهد إليها بما يراه من مهمات، ويحدد في قرار تشكيل كل لجنة رئيسها وأعضائها واختصاصاتها، ولها الاستعانة بمن تراه لتأدية المهمات الموكلة إليها. وللمجلس كذلك تفويض بعض اختصاصاته إلى رئيسه أو إلى من يراه من أعضائه .
أعضاء المجلس:
صاحب السمو الملكي الأمير عبدالعزيز بن سلمان بن عبدالعزيز – وزير الطاقة، رئيس مجلس إدارة هيئة الرقابة النووية والإشعاعية
معالي الفريق سليمان بن عبدالله العمرو
معالي الأستاذ فيصل بن فاضل الإبراهيم – وزير الاقتصاد والتخطيط
معالي الدكتور سعد بن عثمان القصبي – محافظ الهيئة السعودية للمواصفات والمقاييس والجودة
معالي الأستاذ أحمد بن عبدالعزيز الحقباني
معالي الأستاذ محمد بن صالح الدهام
سعادة الدكتور خالد بن عبدالعزيز العيسى – الرئيس التنفيذي لهيئة الرقابة النووية والإشعاعية